# E-Prix di Zurigo 2018
L'E-Prix di Zurigo 2018 è stato l'evento sportivo che ha costituito la decima prova del Campionato di Formula E 2017-2018. Si è svolto sul circuito cittadino di Zurigo, ricavato nel centro della città. Contrariamente alle altre gare, che vengono disputate di sabato, questa si è corsa di domenica per motivi logistici.
Si è trattato di uno storico ritorno alle corse automobilistiche sul suolo svizzero dopo sessantaquattro anni dall'ultima gara, ovvero il Gran Premio di Svizzera 1954 di Formula 1, tenutosi sul Circuito di Bremgarten. L'anno successivo infatti, a seguito del disastro di Le Mans 1955 in cui morirono 84 persone, il governo elvetico decise di vietare qualsiasi competizione motoristica sul suo territorio. La gara è stata vinta da Lucas Di Grassi alla prima vittoria stagionale, dopo la pole position di Mitch Evans, prima pole del neozelandese nella categoria.

## Prima dell'evento
- Edoardo Mortara torna nel campionato dopo aver saltato l'E-Prix di Berlino.

## Risultati[3]

### Qualifiche
| Pos. | N. | Pilota                 | Squadra                 | Qualifica | Gap    | SuperPole | Gap    | Griglia |
| ---- | -- | ---------------------- | ----------------------- | --------- | ------ | --------- | ------ | ------- |
| 1    | 20 | Mitch Evans            | Panasonic Jaguar Racing | 1:12.594  | +0.312 | 1:12.811  | —      | 1       |
| 2    | 18 | André Lotterer         | Techeetah               | 1:12.312  | —      | 1:12.948  | +0.137 | 2       |
| 3    | 2  | Sam Bird               | DS Virgin Racing        | 1:12.981  | +0.387 | 1:13.022  | +0.211 | 3       |
| 4    | 7  | Jérôme d'Ambrosio      | Dragon Racing           | 1:12.857  | +0.263 | 1:13.096  | +0.285 | 4       |
| 5    | 6  | José María López       | Dragon Racing           | 1:12.877  | +0.283 | 1:13.927  | +1.116 | 8       |
| 6    | 1  | Lucas Di Grassi        | Audi Sport ABT          | 1:13.042  | +0.448 |           |        | 5       |
| 7    | 9  | Sébastien Buemi        | Renault-e.dams          | 1:13.061  | +0.467 |           |        | 6       |
| 8    | 8  | Nicolas Prost          | Renault-e.dams          | 1:13.084  | +0.490 |           |        | 7       |
| 9    | 66 | Daniel Abt             | Audi Sport ABT          | 1:13.107  | +0.513 |           |        | 9       |
| 10   | 19 | Felix Rosenqvist       | Mahindra Racing         | 1:13.214  | +0.620 |           |        | 10      |
| 11   | 3  | Nelson Piquet Jr.      | Panasonic Jaguar Racing | 1:13.380  | +0.786 |           |        | 11      |
| 12   | 36 | Alex Lynn              | DS Virgin Racing        | 1:13.393  | +0.799 |           |        | 15      |
| 13   | 23 | Nick Heidfeld          | Mahindra Racing         | 1:13.405  | +0.811 |           |        | 12      |
| 14   | 4  | Edoardo Mortara        | Venturi Grand Prix      | 1:13.413  | +0.819 |           |        | 13      |
| 15   | 28 | António Félix da Costa | Andretti                | 1:13.422  | +0.828 |           |        | 14      |
| 16   | 27 | Stéphane Sarrazin      | Andretti                | 1:13.500  | +0.906 |           |        | 16      |
| 17   | 25 | Jean-Éric Vergne       | Techeetah               | 1:13.524  | +0.930 |           |        | 17      |
| 18   | 5  | Maro Engel             | Venturi Grand Prix      | 1:13.541  | +0.947 |           |        | 18      |
| 19   | 68 | Luca Filippi           | NIO                     | 1:14.067  | +1.473 |           |        | 19      |
| 20   | 16 | Oliver Turvey          | NIO                     | 1:14.139  | +1.545 |           |        | 20      |

### Gara
| Pos. | N. | Pilota                 | Squadra          | Giri | Tempo/Ritiro          | Griglia | Punti |
| ---- | -- | ---------------------- | ---------------- | ---- | --------------------- | ------- | ----- |
| 1    | 1  | Lucas Di Grassi        | Audi Sport ABT   | 39   | 51:19.811             | 5       | 25    |
| 2    | 2  | Sam Bird               | DS Virgin Racing | 39   | +7.542                | 3       | 18    |
| 3    | 7  | Jérôme d'Ambrosio      | Dragon Racing    | 39   | +16.822               | 4       | 15    |
| 4    | 18 | André Lotterer         | Techeetah        | 39   | +20.295               | 2       | 13    |
| 5    | 9  | Sébastien Buemi        | Renault-e.Dams   | 39   | +26.692               | 6       | 10    |
| 6    | 23 | Nick Heidfeld          | Mahindra         | 39   | +28.059               | 12      | 8     |
| 7    | 20 | Mitch Evans            | Jaguar           | 39   | +30.631               | 1       | 9     |
| 8    | 28 | António Félix da Costa | Andretti         | 39   | +31.301               | 14      | 4     |
| 9    | 16 | Oliver Turvey          | NIO              | 39   | +32.180               | 20      | 2     |
| 10   | 25 | Jean-Éric Vergne       | Techeetah        | 39   | +32.833               | 17      | 1     |
| 11   | 5  | Maro Engel             | Venturi          | 39   | +34.604               | 18      |       |
| 12   | 6  | José María López       | Dragon Racing    | 39   | +35.206               | 8       |       |
| 13   | 66 | Daniel Abt             | Audi Sport ABT   | 39   | +46.222               | 9       |       |
| 14   | 27 | Stéphane Sarrazin      | Andretti         | 39   | +1:09.505             | 16      |       |
| 15   | 19 | Felix Rosenqvist       | Mahindra         | 38   | +1 giro               | 10      |       |
| 16   | 36 | Alex Lynn              | DS Virgin Racing | 38   | +1 giro               | 15      |       |
| Rit  | 8  | Nico Prost             | Renault-e.Dams   | 31   | Freni                 | 7       |       |
| Rit  | 68 | Luca Filippi           | NIO              | 20   | Freni                 | 19      |       |
| Rit  | 3  | Nelson Piquet Jr.      | Jaguar           | 20   | Elettrico             | 11      |       |
| Rit  | 4  | Edoardo Mortara        | Venturi          | 6    | Sospensione/Incidente | 13      |       |

## Classifiche
Classifica Piloti
| +/– | Pos | Pilota           | Punti     |
| --- | --- | ---------------- | --------- |
|     | 1   | Jean-Éric Vergne | 163       |
|     | 2   | Sam Bird         | 140 (–23) |
| 3   | 3   | Lucas Di Grassi  | 101 (–62) |
| 1   | 4   | Sébastien Buemi  | 92 (–71)  |
| 2   | 5   | Felix Rosenqvist | 86 (–77)  |

Classifica Squadre
| +/– | Pos | Squadra          | Punti      |
| --- | --- | ---------------- | ---------- |
|     | 1   | Techeetah        | 219        |
|     | 2   | Audi Sport ABT   | 186 (–33)  |
|     | 3   | DS Virgin Racing | 157 (–62)  |
|     | 4   | Mahindra         | 116 (–103) |
|     | 5   | Jaguar           | 105 (–114) |

## Altre gare
- E-Prix di Berlino 2018
- E-Prix di New York 2018